# Family Man (альбом Black Flag)
Family Man — студийный альбом хардкор-панк-группы Black Flag, выпущенный в 1984 году на лейбле SST.

## Об альбоме
Сторона «А» содержит треки, исполненные Генри Роллинзом в форме spoken word, а сторона «Б» содержит инструментальные треки. «Armageddon Man» — единственный трек в альбоме, где Роллинз и инструменты записаны совместно, он является неким разделителем альбома.

## Список композиций
Все песни написаны Генри Роллинзом, за исключением отмеченных.

### Сторона «А»
1. Family Man — 1:21
2. Salt on a Slug — 1:32
3. Hollywood Diary — 0:35
4. Let Your Fingers Do the Walking — 2:34
5. Shed Reading (Rattus Norvegicus) — 1:25
6. No Deposit, No Return — 0:41
7. Armageddon Man — 9:15 (Ginn/Rollins)

### Сторона «Б»
1. Long Lost Dog of It — 2:05 (Ginn/Roessler/Stevenson)
2. I Won’t Stick Any of You Unless and Until I Can Stick All of You! — 5:50 (Ginn)
3. Account for What? — 4:20 (Ginn)
4. The Pups Are Doggin’ It — 4:16 (Ginn/Roessler/Stevenson)

## В записи участвовали
- Генри Роллинз — вокал
- Greg Ginn — гитара
- Kira Roessler — бас-гитара
- Bill Stevenson — ударные
- Raymond Pettibon — оформление